# 黎德充
黎德充（1505年—？），字本虛，號抑菴，江西饒州府樂平縣人，民籍，明朝政治人物。

## 生平
嘉靖二十二年（1543年）癸卯科江西鄉試第四十九名舉人，三十二年（1553年）中式癸丑科會試第一百一名，二甲第九十八名進士。吏部觀政，丁母憂除服後，起復授南京刑部主事，升郎中，出為河南僉事，升廣東參議。

## 家族
曾祖黎憲祺；祖父黎琯；父黎愈，贈主事。母鄔氏，贈太安人。兄黎朗，弟黎德明。